# Gorcott Hill
Gorcott Hill – wieś w Anglii, w hrabstwie Warwickshire, w dystrykcie Stratford-on-Avon. Leży 20 km na zachód od miasta Warwick i 150 km na północny zachód od Londynu. W 2001 miejscowość liczyła 131 mieszkańców.